# Special Purpose Acquisition Companies
Le Special Purpose Acquisition Companies, note soprattutto con l'acronimo SPAC, sono delle particolari società appartenenti alla categoria dei cosiddetti in inglese investment vehicles, "veicoli societari d'investimento", il cui scopo è quello di fare inizialmente delle acquisizioni e poi investire in maniera profittevole nel medio periodo. Nascono da zero e non possiedono nessun asset fisico o monetario ma si quotano in Borsa per raccogliere fondi da investire, di solito entro due anni, in un’azienda che, fondendosi con la SPAC, si troverà automaticamente quotata.
Di solito la società-veicolo ne acquista il 20/30 per cento, ma in altri casi ne prende il controllo assoluto. Potrebbe essere definita una sorta di "colletta" finanziaria, promossa da un soggetto che "ci mette la propria reputazione", detto "sponsor", e che più è noto e considerato affidabile e in grado di gestire l’azienda, più fondi può raccogliere. 
Nel suo schema essenziale, la SPAC prevede che lo sponsor si impegni a restare in azienda per un certo periodo di tempo e che comincerà a guadagnare dalle sue azioni dopo che il titolo sarà salito oltre un certo prezzo. All'investitore viene offerta la possibilità di ritirare i propri soldi se l’affare proposto non lo convince, ma anche di poter comprare ulteriori azioni a prezzi scontati (warrants). 
Elementi di forte sviluppo di questo tipo di investimenti sono stati l'enorme liquidità generata prima dai programmi di quantitative easing e poi dalla enorme massa di denaro stampato dalle banche centrali; ma in particolare "l'opt out" (diritto di recesso) quasi automatico e la facilità di essere quotati, rispetto alle più farraginose procedure tipiche dell’IPO. Infatti la SPAC è anche denominata "direct listing" o quotazione inversa, perché è più veloce dell’IPO e non ha bisogno del prospetto informativo.

## Storia
Le origini delle SPAC sono da rintracciarsi nelle blank check companies, diffusesi negli Stati Uniti d'America a partire dagli anni ottanta del XX secolo. Tale decennio vide l'esplosione degli investimenti nel mercato borsistico statunitense, ma si moltiplicarono anche le truffe e gli scandali finanziari, molti dei quali riguardavano le stesse blank check companies.
In Italia, la prima SPAC fu quotata sul mercato borsistico italiano solo nel 2011, allorché fu ammessa la "Italy 1 Investment S.A", una società di diritto lussemburghese che intendeva fare alcuni investimenti in Italia. Essendo la SPAC allora un istituto ancora estraneo alla normativa italiana, la delibera dell’assemblea di Borsa Italiana S.p.A. datata 13 aprile 2010 e la successiva delibera Consob n. 17302 del 4 maggio 2010 modificarono il regolamento dei mercati di Borsa Italiana e introdussero il "Segmento Professionale del mercato MIV". Dal 2011 il numero delle SPAC è andato via via crescendo fino ad arrivare al numero di circa venti verso la fine degli anni 2010.

## Caratteristiche
La legge italiana primaria non prevede esplicitamente le SPAC, essendo l'istituto come già detto estraneo al diritto societario italiano. Le caratteristiche e alcuni vincoli sono imposti dalla cosiddetta normativa secondaria, cioè alcune delibere Consob e soprattutto il Regolamento dei mercati organizzati e gestiti da Borsa Italiana S.p.A.. Le SPAC sono quasi sempre costituite nella forma di società per azioni, al fine di rendere più facile le operazioni di M&A con la società obiettivo (o target). Le caratteristiche e le varie fasi di creazione, gestione e acquisizione/fusione di una SPAC variano a seconda del diritto del paese in cui viene creata o utilizzata. Generalizzando, la costituzione di una SPAC avviene attraverso dei "promotori" o "sponsor", cioè dei professionisti in campo finanziario, i quali spesso hanno il diritto di sottoscrivere delle azioni speciali, convertibili in azioni ordinarie al ricorrere di alcune condizioni. Successivamente vi è un'offerta pubblica iniziale in cui, spesso, oltre alle azioni della SPAC vengono vendute anche le cosiddette warrant, cioè uno strumento derivato che fornisce la possibilità di acquistare o vendere le azioni a un prezzo predeterminato (il prezzo di esercizio o "strike price") per un determinato periodo di tempo. Il capitale raccolto finisce in una sorta di patrimonio destinato il quale solitamente non può essere utilizzato per scopi diversi dall'acquisto o la fusione con la società target. Tale società può essere predeterminata oppure può essere la stessa SPAC a farsi carico di cercare un'idonea società obiettivo e realizzare ciò che in gergo tecnico viene detto "business combination", cioè l'acquisizione o fusione con la società obiettivo.
Le procedure dei regolamenti cambiano a seconda che la SPAC scelga il mercato MIV oppure l'AIM Italia. Dopo la quotazione in borsa, la SPAC ha 24 oppure 36 mesi per trovare la società obiettivo; in caso di mancata individuazione del target, si procede con la liquidazione della SPAC e la restituzione del capitale del patrimonio destinato agl investitori.

## Riferimenti normativi
- Artt. 2325 e succ. del Codice civile italiano;
- Testo unico delle disposizioni in materia di intermediazione finanziaria
- Regolamento dei Mercati organizzati e gestiti da Borsa Italiana S.p.A (in data 4 gennaio 2021)